# کیرشدورف ام این
کیرشدورف ام این (به آلمانی: Kirchdorf am Inn) یک شهر در آلمان است که در روتال-این واقع شده‌است.